# Abukuma-Klasse
Die Abukuma-Klasse (japanisch あぶくま型護衛艦 Abukuma-gata goeikan) ist eine Klasse von sechs Fregatten der japanischen Maritimen Selbstverteidigungsstreitkräfte, die seit 1989 in Dienst steht.

## Geschichte
Die Abukuma-Klasse wurden entwickelt, um in Küstennähe zu operieren. Sie dienen hauptsächlich zur U-Boot-Abwehr und zur Bekämpfung von Oberflächenzielen. Eine ganzheitliche Raumüberwachung, also auch die Kontrolle des Luftraumes, ist nicht vorgesehen, dennoch verfügen die Schiffe über Möglichkeiten der Flugabwehr. Alle sechs Schiffe sind nach Flüssen benannt, welche Traditionsnamen in der japanischen Marine sind, und zwischen 1988 und 1993 gebaut.
Im Sommer 2025 wurde bekannt, dass sich die Philippinen und Japan in Verhandlungen über die Überlassung aller sechs Einheiten befinden. Diese sollen die Kapazitäten der philippinischen Marine gegenüber der aggressiver auftretenden Volksrepublik China stärken (siehe Territorialkonflikte im Südchinesischen Meer).

## Einheiten
| Kennung | Name               | Bauwerft         | Kiellegung       | Stapellauf        | Indienststellung  | Heimathafen |
| ------- | ------------------ | ---------------- | ---------------- | ----------------- | ----------------- | ----------- |
| DE-229  | Abukuma (あぶくま) | Mitsui, Tamano   | 17. März 1988    | 21. Dezember 1988 | 12. Dezember 1989 | Kure        |
| DE-230  | Jintsū (じんつう)  | Hitachi, Maizuru | 14. April 1988   | 31. Januar 1989   | 28. Februar 1990  | Sasebo      |
| DE-231  | Ōyodo (おおよど)   | Mitsui, Tamano   | 8. März 1989     | 19. Dezember 1989 | 23. Januar 1991   | Ominato     |
| DE-232  | Sendai (せんだい)  | SHI, Yokosuka    | 14. April 1989   | 26. Januar 1990   | 15. März 1991     | Maizuru     |
| DE-233  | Chikuma (ちくま)   | Hitachi, Maizuru | 14. Februar 1991 | 25. Januar 1992   | 24. Februar 1993  | Ominato     |
| DE-234  | Tone (とね)        | SHI, Yokosuka    | 8. Februar 1991  | 6. Dezember 1991  | 8. Februar 1993   | Kure        |

## Technische Beschreibung

### Rumpf und Antrieb
Der Rumpf eines Schiffes der Abukuma-Klasse ist 109 Meter lang, 13,4 Meter breit und hat bei einer Verdrängung von 2.550 Tonnen einen Tiefgang von 3,8 Metern.
Der Antrieb erfolgt durch zwei Dieselmotoren und zwei Gasturbinen. Diese geben die Leistung an zwei Wellen mit je einer Schraube weiter.

### Bewaffnung
Neben den im Folgenden aufgeführten Waffensystemen verfügen die Schiffe der Abukuma-Klasse über einen Werfer für acht RUR-5 ASROC-Anti-U-Boot-Raketen und zwei Mk 36 SRBOC-Werfer zum Abfeuern von Düppel- und Infrarotraketen.

#### Geschützturm
Das 76-mm-Geschütz von OTO Melara befindet sich auf dem Vorderdeck vor dem Brückenaufbau. Die Waffe mit 62 Kaliberlängen verschießt eine breite Munitionspalette mit einer Kadenz von bis zu 100/min und einer Mündungsgeschwindigkeit von 925 m/s. Die effektive Reichweite gegen Bodenziele beträgt 16.000 m, gegen Luftziele als Flak bis zu 7.800 m. Das Geschützrohr kann um 35°/s in der Elevation in einem Bereich von +85°/−15° bewegt werden. Die Drehgeschwindigkeit des Turmes beträgt 60°/s. Die Masse wird durch die Verwendung von Leichtmetall reduziert, das Gehäuse besteht aus GFK. Die kleine Mündungsbremse reduziert den Rückstoß von 11 t um 10 % auf 9,9 t, die dann mittels Hydraulik abgefangen werden.
Das Geschütz arbeitet wie folgt: Unter Deck befindet sich der Doppelbeladering mit einer Aufnahmekapazität von 70 Patronen, die durch die Drehbewegung der Beladeinrichtung von dem äußeren in den inneren Ring befördert werden. Auf der linken Seite wandern die Patronen in eine Förderschnecke in der Drehachse des Turmes, welche die Munition senkrecht nach oben führt. Oben angekommen werden die Patronen von Pendelarmen entgegengenommen. Diese zwei Pendelarme schwenken alternierend (bewegt sich einer nach oben, schwenkt der andere nach unten) und geben die Patrone an die Zuführtrommel in der Rohrachse ab. Die Patrone fällt auf die Beladeschale, wird angesetzt, der Verschluss steigt und der Schuss kann ausgelöst werden.

#### Nahbereichsverteidigungssystem
Zur Nächstbereichsverteidigung dient ein radargesteuertes Maschinenkanonensystem Phalanx Mk.15, das sich auf dem Achterdeck befindet. Dieses System besteht aus einem Geschützturm mit einer 20-mm-Maschinenkanone des Typs M61 Vulcan und einem separaten Feuerleitradar. Es ist daher nicht auf die Feuerleitung durch die Gefechtsleitzentrale des Trägerschiffes angewiesen und benötigt von diesem nur Energie. Das System kann gegen anfliegende Flugkörper, Luftfahrzeuge und Seeziele eingesetzt werden.

#### Seezielflugkörper
Als Seezielflugkörper sind zwei Viererstarter für RGM-84 Harpoon auf dem achteren Deckshaus montiert. Die Harpoon wird von einem Turbojet angetrieben und mit einem Booster gestartet. Der Flugkörper verfügt über einen Gefechtskopf mit 221 Kilogramm Hochexplosivsprengstoff. Die Navigation zum Ziel erfolgt mit einem inertialen Navigationssystem, während die Harpoon in der Anflugphase rund 15 Meter über dem Wasser zum Ziel navigiert. Dabei kann ein Knick in die Flugbahn integriert werden, um das Zielgebiet aus einer bestimmten Richtung anzufliegen. Sobald sich die Rakete in einer vorbestimmten Distanz zum vermuteten Ziel befindet, schaltet sie ihr bordeigenes Radar ein, um das Ziel zu finden. Alternativ kann das Radar sofort nach dem Start oder intermittierend aktiviert werden. Sobald das Ziel erfasst ist, nähert sich die Lenkwaffe diesem in einer Flughöhe von 2 bis 5 Metern bis zum Einschlag. Der Gefechtskopf zündet nicht direkt beim Aufschlag, sondern zeitverzögert, so dass die Explosion im Schiffsinneren stattfindet und erheblich mehr Schaden verursacht als bei einer kontaktzündenden Waffe. Die Reichweite beträgt über 140 km.

#### Torpedorohre
Die Torpedorohr-Drillinge vom Typ HOS 301 befinden sich mittschiffs auf Höhe des achteren Schornsteine, sowohl an Backbord als auch an Steuerbord. Der Drilling kann nach außen gedreht werden, um Mark-46-Leichtgewichtstorpedos mit Druckluft auszustoßen. Dies geschieht je nach Einstellung mit 10–126 bar. Die Rohre des Werfers bestehen aus Kunststoff, die Masse einer Einheit beträgt etwa eine Tonne.

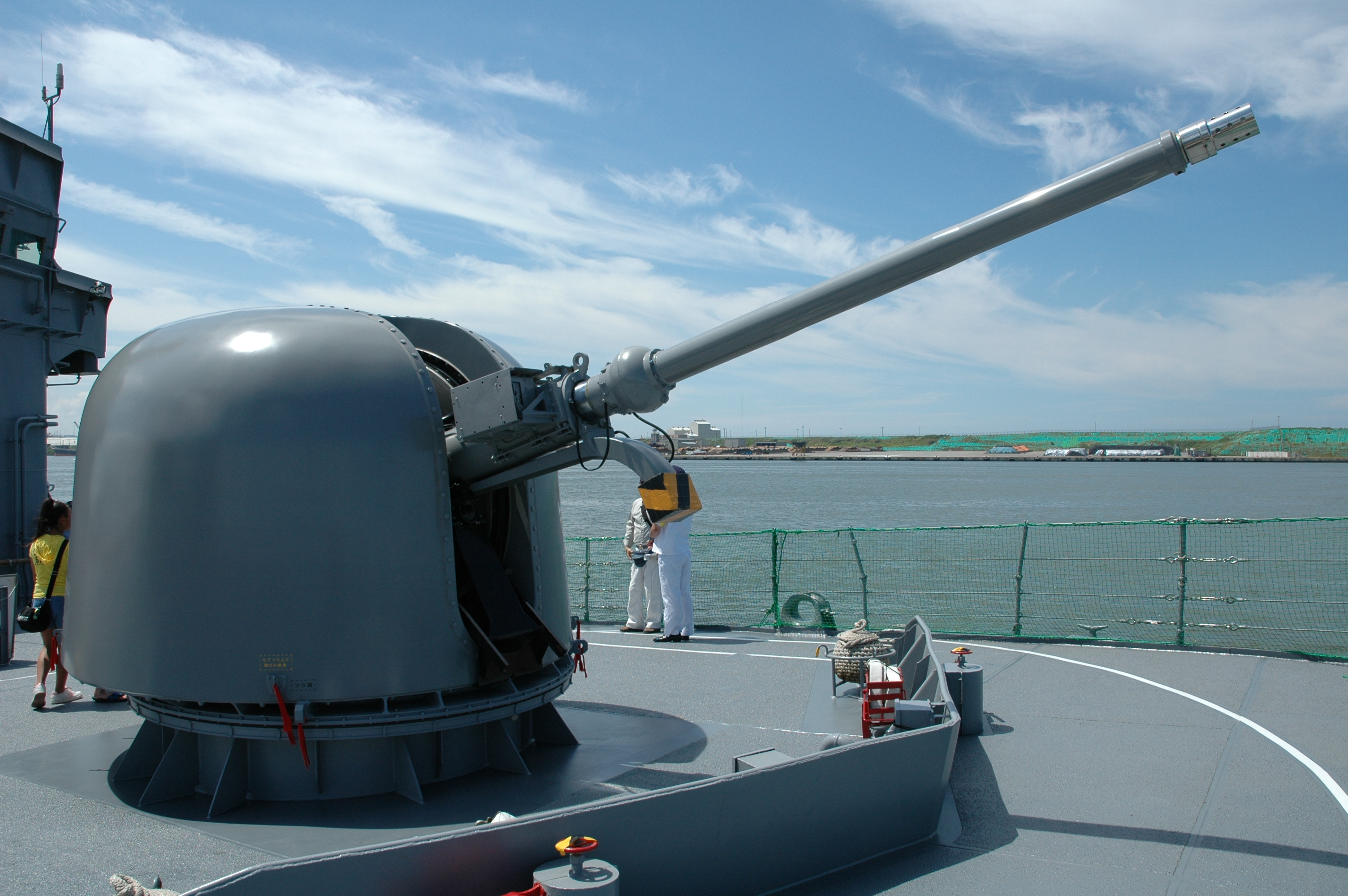
76-mm-Geschütz
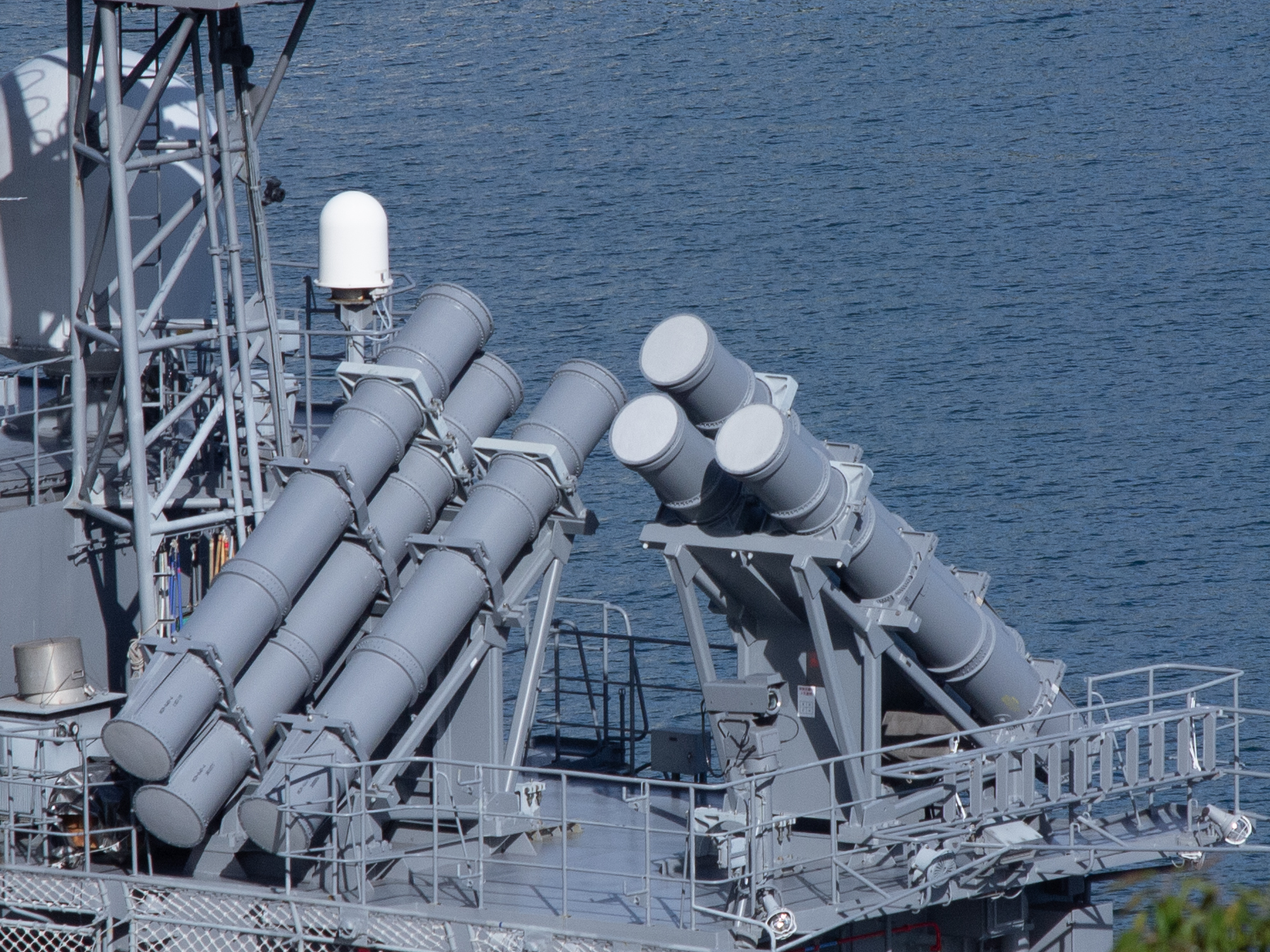
Harpoon-Seezieflugkörper
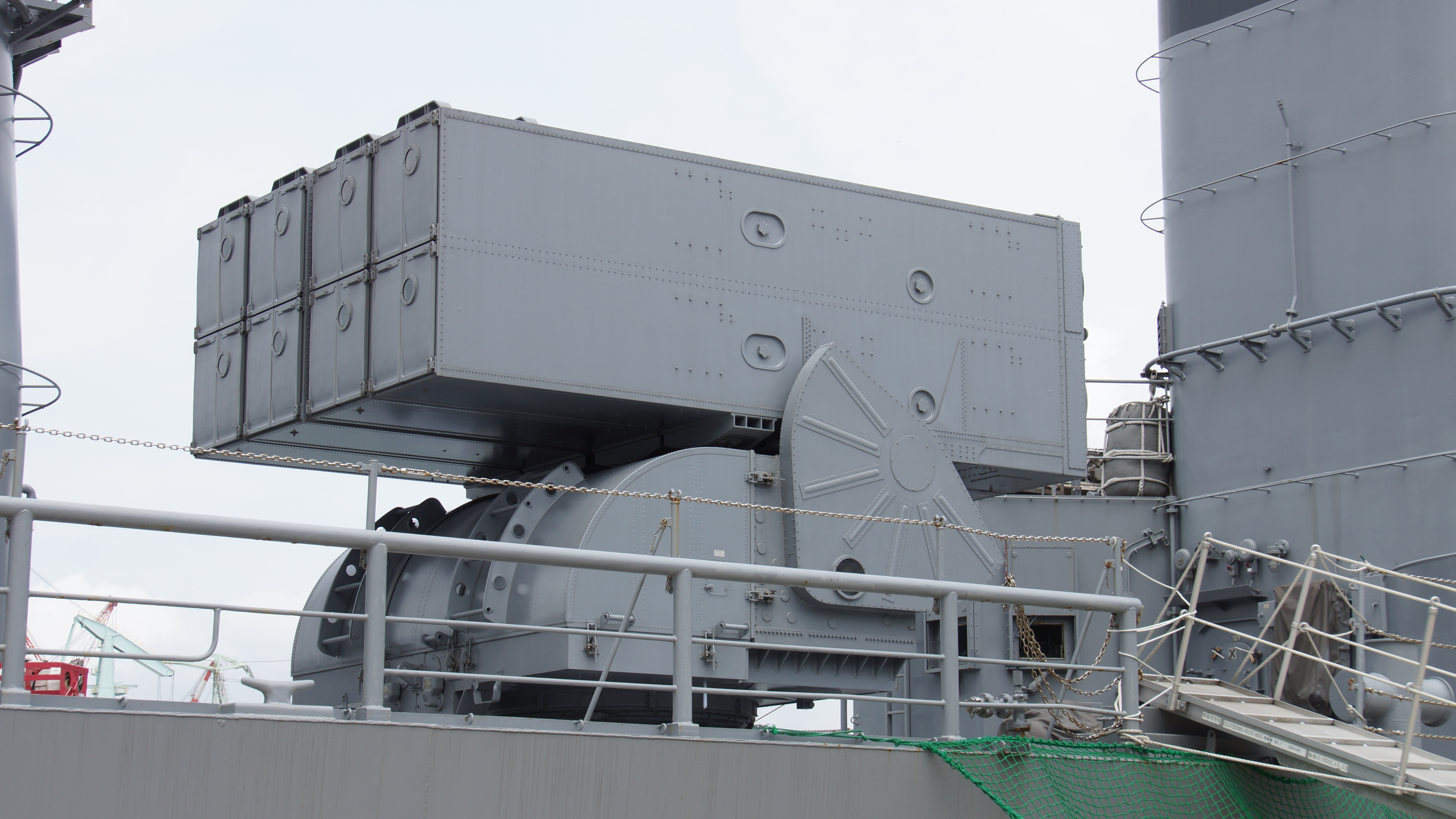
ASROC-Starter
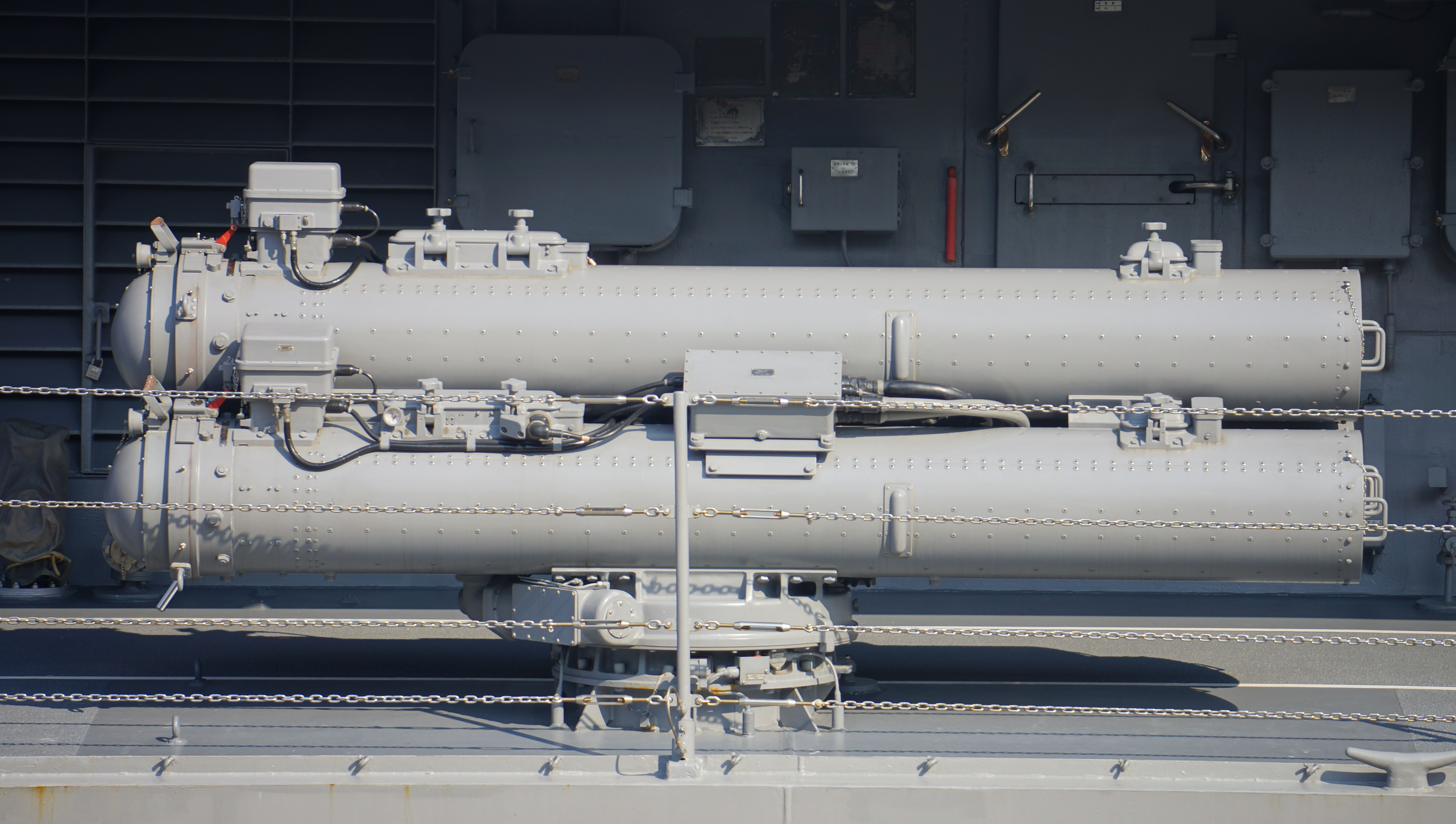
Dreifachtorpedorohr
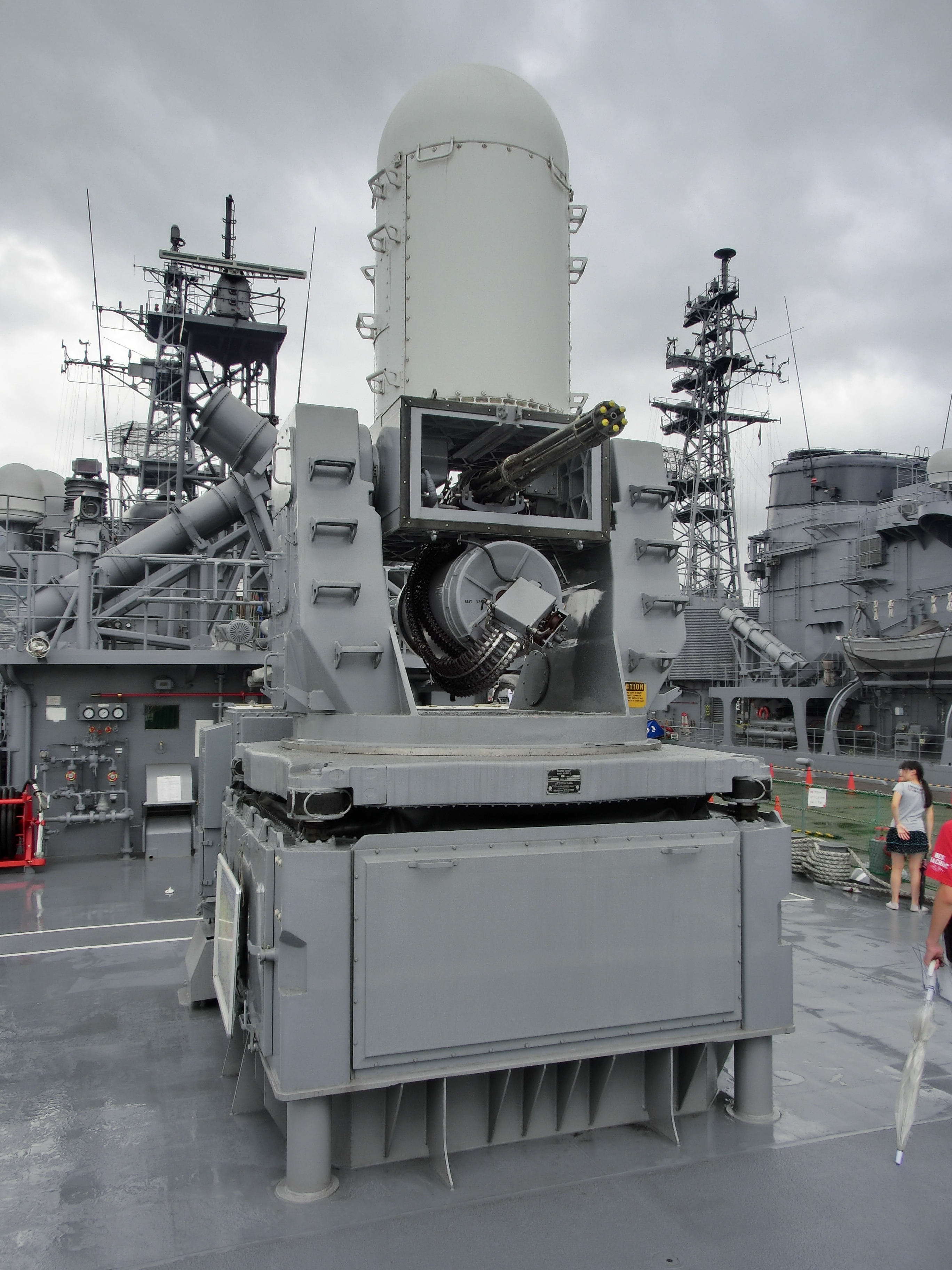
Phalanx-System

## Bemerkungen
1. ↑  Die Schiffe werden offiziell als Geleitzerstörer bezeichnet.